# サンリオキャラクターズ・オン・ブロードウェイ!!
サンリオキャラクターズ・オン・ブロードウェイ!!（S.C.O.B）は、東京都多摩市にある屋内型テーマパーク、サンリオピューロランド内の「メルヘンシアター」で公演されたミュージカルレビューショー演目である。

## 概要
サンリオピューロランド内「メルヘンシアター」演目の第3作目。本作も米国ランドマークエンターテイメント社スタッフによる米国式ミュージカルショー演出が全面的にフィーチャリングされた本格的ミュージカルが展開された。劇中の楽曲は米国の有名なミュージカル映画やブロードウェイミュージカルのナンバーが取り入れられているが、曲間や「つなぎ」に関しては独特のアレンジが施され、スムーズでスピード感のある物語に即応した構成が冴えている。第3作目の位置付けは、第2作目「ピューロランドメドレー」の好評を受け、本格的なミュージカル演出要素がふんだんに盛り込まれ制作された。なお、本作も基本となる台本（脚本）と音楽制作は米国で「英語版」が先行制作され、日本国内で「日本語吹き替え版」（※音響を含む）を再制作後、再びそれを米国側演出家と日本側舞台監督及び演出家が修正し本番公演に臨んだ。

### 物語
「有名なミュージカル映画に出演したい！」「ブロードウェイに行ってミュージカルショウに出演したい！」と云うサンリオキャラクターズがニューヨークへ渡航し、ミュージカルスターの座を獲得する為のリハーサルに出る迄の努力と苦難の末に、チャンスを獲得する。チャンス（機会）を得たサンリオキャラクターズとキャラクター達と共にミュージカルスターの座を目指すダンサーたちは、「傷つくとも力を振り絞って歩み続ける。あの星の下へ!!」と星空に誓い、やがて、ブロードウェイの本格的ミュージカルに出演。そのミュージカルは「コーラスライン」であった。スパンコールの衣装と煌びやかな照明と素晴らしい音響の中で繰り広げられる、ミュージカルでサンリオキャラクターとダンサーは唄い踊る。彼らと彼女たちの目の前に広がる観客席の光景は、「夢が叶った瞬間」その物であった・・・。

## 開催詳細
- 公演期間：1991年4月18日（※第1バージョン）から1993年3月30日（※第3バージョン）まで公演
- 公演地：サンリオピューロランド内「メルヘンシアター」
- 観客数：約350人
- 公演回数：1日2ステージ（※1991年当初）から、1日3ステージ（※特別営業日）
- 制作費：約2億円（※1991年当時）
- 出演者数：ダンサー8名、キャラクター4体（※総勢12名編成）

## 主なスタッフ
- 製作総指揮：辻信太郎（株式会社サンリオ）
- 製作担当：西口由一（株式会社サンリオ）、後根紀夫（サンリオ・コミュニケーションワールド）
- 音楽・演出：スティーブ・ウィルムズ、マーク・プライマー（ランドマーク・エンタテイメント/旧社）
- 監督：宮島春彦（東宝舞台）
- 翻訳：織田ゆり子、立花洋子
- 日本語版制作：東宝舞台株式会社、アオイスタジオ、サウンドインスタジオ、サンリオコミュニケーションワールド
- 演奏：サンリオ・ミュージックオーケストラ
- 衣装・照明・音響・大道具：東宝舞台
- 舞台進行：東宝舞台、サンリオ・コミュニケーションワールド
- 制作協力：東宝舞台株式会社、株式会社日本ビクター、高津大道具、株式会社サンリオ
- 制作：株式会社サンリオ・コミュニケーションワールド（SCW）

## 主な内容
（Ver.1）※1991年4月18日から公演。
オープニングパート
- M1「ニューヨークニューヨーク」

盆回し
デュワデュワ〜スイングパート
- M2「スイング」（You go to swing）

※（タクシー呼ぶ→乗る）
オクラホマパート
- M3「オクラホマ」
- M4「カム・フロム・ザ・バンド」
- M5「ジャズ・ホット」
- M6「アメリカ」
- M7「トゥナイト」

※（うまく踊れない・・・）
- M8「チャンス」、「見果てぬ夢」

※（暗転→コーラスライン）
コーラスラインパート
- M9「コーラスラインより」

※（せり上がり）
- M10「ピープル」
- M11「ハローキティ〜希望の星」

ドリームガールズパート
- M12「ドリームガールズ」

コーラスラインパート
- M13「ONE」

エンディングパート
- M14「ニューヨークニューヨーク」（リフレイン）
- M15「ハローキティ〜夢をあなたに」
- M16「デュワデュワ」

ラストパート
- M17「コーラスライン・インストゥルメンタル」
- M18「コーラスライン・インストゥルメンタル」（※終幕版）

<終>
（Ver.2）※1991年6月20日から公演。
オープニングパート
- M1「ニューヨークニューヨーク」

デュワデュワ〜スイングパート
- M2「スイング」（You go to swing）

※（タクシー呼ぶ→乗る）
オクラホマパート
- M3「オクラホマ」
- M4「カム・フロム・ザ・バンド」
- M5「ジャズ・ホット」
- M6「アメリカ」
- M7「トゥナイト」

※（うまく踊れない・・・）
- M8「チャンス」、「見果てぬ夢」

※（暗転→コーラスライン）
コーラスラインパート
- M9「コーラスラインより」

※（せり上がり）
- M10「ピープル」
- M11「ハローキティ〜希望の星」

ドリームガールズパート
- M12「ドリームガールズ」

コーラスラインパート
- M13「ONE」

エンディングパート
- M14「ニューヨークニューヨーク」（リフレイン）
- M15「ハローキティ〜夢をあなたに」
- M16「デュワデュワ」

ラストパート
- M17「コーラスライン・インストゥルメンタル」
- M18「コーラスライン・インストゥルメンタル」（※終幕版）

<終>
※Ver.2は「盆回し」の下りがカットされ、一部キャラクターの台詞と歌唱がリテイクされた。

## 出演
- ピューロダンサーズ（ピューロフレンズ）
- ハローキティ
- けろけろけろっぴ
- ぽこぽん
- みんなのたあ坊

## 声の出演
- ピューロダンサーズ（ピューロフレンズ）（※歌唱を含む）
- 小山茉美（ハローキティの声/第1バージョン、第2バージョン）
- 林原めぐみ（ハローキティの声/第3バージョンのみ）
- 松尾佳子（けろけろけろっぴの声）
- 田中真弓（ぽこぽんの声）
- 室井深雪（現.深雪さなえ）（みんなのたあ坊の声）

## ソフト化
- サンリオビデオ（VHS版）で「第3バージョン」(Ver.3)のみ1993年にソフト化（日本コロムビアNo.SAVV-119/サンリオビデオNo.V-119）されたが短期間で廃盤。第3バージョンは、第2バージョンの再改訂版であるが、VHSビデオ版は一部が音響編集され、現地公演版と内容が異なる。

※廃盤後、再ビデオ化及びソフト化は2025年現在もなされていない。